# Duke Nukem II
Duke Nukem II ist ein Jump ’n’ Run für MS-DOS, welches von Apogee Software entwickelt und am 3. Dezember 1993 veröffentlicht wurde. Das Spiel ist in vier Episoden mit jeweils acht Levels unterteilt, wobei die erste Episode als Shareware verfügbar war. Das Spiel ist der zweite Teil einer mehr als zehn Spiele umfassenden Duke-Nukem-Reihe.

## Handlung
Die Rigelatins planen, die Erde zu versklaven, und entführen Duke Nukem, der gerade ein Interview über seine Autobiografie Why I'm So Great hatte, um sein Gehirn als Plan für den Angriff ihrer Streitkräfte zu benutzen. Duke gelingt es auszubrechen und muss die Welt erneut retten.
Die Story von Duke Nukem II wurde bis auf ein paar Namensunterschiede im Jahr 1999 für den Game Boy Color als Duke Nukem veröffentlicht.
Das Hauptziel des Spielers ist, die Levels zu durchqueren und den Ausgang zu finden, der zum nächsten Level führt. Auf dem Weg dorthin kann man Waffen, Heilitems und Power-ups aufzusammeln, die Punkte bringen. Die Gegenstände werden meist in Kisten gefunden, die durch Beschuss zerbersten. Der Spieler muss zudem in den Levels Gegner (meist Roboter, schleimige Aliens und Männer in schwarzen Anzügen) eliminieren, wozu meist die Standardwaffe ausreicht, welche jedoch mit Power-ups erweitert werden kann.
Meist ist Duke Nukem zu Fuß in den Leveln unterwegs, allerdings haben einige Level Fahrzeuge, die Duke benutzen kann. In jedem letzten Level der vier Episoden begegnet man Rigelatin als Endgegner.

## Game-Boy-Color-Fassung
Die Game-Boy-Color-Fassung erschien als Duke Nukem. Es ist Torus Games’ erstes Handheld-Spiel, welches die Duke-Nukem-Lizenz verwendet und durch den Publisher GT Interactive sublizenziert wurde. Das Spiel enthält 21 Level sowie acht Slots, um das Spiel zu speichern.

## Rezeption
Duke Nuke II sei eine gute Fortsetzung eines hübschen Ballerspielchens. Auf dem GameBoy sei die Grafik klar und spitze animiert, nur bei hohem Gegneraufkommen komme es zu Flackern. Die Zwischensequenzen seien humorvoll, die Geräusche der Waffen griffig. Die Musik überzeuge nicht.

## Besonderheiten
- Im Intro-Film, nachdem Duke ein Smiley auf das Ziel schießt wie Mel Gibson in Lethal Weapon, sagt er in einer Stimme, die an Terminator erinnert, „I'M BACK!!“.
- Einige der Texturen ähneln stark Turrican[3]
- Im PC-Spiel Duke Nukem 3D befindet sich ein Duke-Nukem-II-Arcade-Automat. Wenn der Spieler diese benutzen möchte, sagt er „Hmm...Don't have time to play with myself.“